# Юрта Анямова
Юрта Анямова — мансийский посёлок в Свердловской области России, административно подчинённый городу Ивделю. Входит в Ивдельский муниципальный округ.
Посёлок находится в Перечне районов проживания малочисленных народов Севера.

## Географическое положение
Юрта Анямова расположена в 82 километрах к северу-северо-востоку от города Ивделя, в лесной местности. Автомобильное сообщение с посёлком отсутствует. В двух километрах к западу от Юрты Анямова находится болото Полумталяхъянкалма.

## История посёлка
Решением облисполкома № 195 от 29 марта 1978 года посёлок включён в учётные данные и в состав Северного поссовета.

## Население
| 2002 | 2010 |
| ---- | ---- |
| 34   | ↘10  |